# Брукіт
Брукі́т — мінерал класу оксидів та гідроксидів, одна з трьох природних поліморфних модифікацій рутилу. Діоксид титану ланцюжкової будови.

## Етимологія та історія
Брукіт був вперше знайдений у 1825 році у валлійському регіоні Гвінед (Велика Британія) і описаний французьким математиком і мінералогом Армандом Леві (1795 — 1841), який назвав мінерал на честь англійського мінералога Генрі Джеймса Брука (1771-1857).

## Загальний опис
Хімічна формула: TiO2.
Хімічний склад: Ti — 60 %; O — 40 %. Як ізоморфні домішки відмічаються Nb і Ta, та Fe.

## Кристалографія
Кристалізується в класі ромбічної біпіраміди ромбічної сингонії.

### Агрегати і габітус
Габітус приплюснутий, з вертикальною штриховкую на гранях. Кристали табличкоподібні. Відомі зростання рутилу з гематитом, магнетитом, ільменітом і брукитом.

## Фізичні властивості
Колір переважно жовтий, бурий, чорний. Риса безбарвна до бурожовтуватої. Блиск від алмазого до металовидного. Прозорі у тонких уламках. Злом від раковистого до рівного. Твердість 5,0—6,0. Густина 3,9—4,1.
Спайність недосконала. Зустрічається в чотирьох природних поліморфних формах (мінерали з однаковим складом, але різною структурою): брукіт — орторомбічний варіант діоксиду титану, інші три з цих форм: акаоґіїт (моноклінний), анатаз (тетрагональний) і рутил (тетрагональний). При температурі 750 °С переходить у рутил.

## Утворення
Брукіт зустрічається у виверженних породах і кристалічних сланцях. Зустрічається в жилах альпійського типу, в ґнейсах, сланцях, а також у розсипах. Присутній у контактно-метаморфічних зонах і гідротермальних прожилках; поширений уламковий мінерал.
Асоціація: анатаз, рутил, титаніт, ортоклаз, кварц, гематит, кальцит, хлорит, мусковіт.

## Поширення
Поширений мінерал. Відомі знахідки: Гвінед, регіон Уельс, Велика Британія. Муніципалітет Ле-Бур-д'Уазан у регіоні Овернь-Рона-Альпи, Франція. У Швейцарії кантон Вале та інших місцях. В Австрії у східній частині Альпійських гір — Тіроль. Гірське плато Гарданґервідда, Норвегія. У Росії — Ільменські гори, Урал. В Італії поблизу Генуї, регіон Лігурія. У провінції Белуджистан, Пакистан. У Бразилії в алмазних розсипах штату Байя, поблизу м. Діамантина, штат Мінас-Жерайс.
У США — штати Нью-Йорк, Арканзас (різновид брукіту арканзит), Колорадо.
Таблитчасті кристали брукіту до 5 см у перерізі були знайдені у Граубюндені в Альпах.

## Використання
Сировина для одержання феротитану, титанового білила.